# 庐江西站
庐江西站位于中华人民共和国安徽省合肥市庐江县移湖街道站前大道，是京港高速铁路上的火车站，由中国铁路上海局集团合肥车务段管辖。2019年7月开工建设，2020年12月与京港高速铁路合安段同日开通运营。除京港高铁外，庐江西站亦预留引入庐巢马城际铁路与合肥至池州铁路。

## 车站结构
|          | 京港高速铁路 往西九龙方向（桐城东站）   |
| 岛式站台 |                                         |
|          | 京港高速铁路 往西九龙方向（桐城东站）   |
|          | 京港高速铁路 下行正线                   |
|          | 京港高速铁路 上行正线                   |
|          | 京港高速铁路 往北京丰台方向（舒城东站） |
| 岛式站台 |                                         |
|          | 京港高速铁路 往北京丰台方向（舒城东站） |

## 旅客列车目的地
截止2024年2月，目前每天有38班列车在庐江西站停靠，全为动车组列车（含D、G字头）。本站始发的列车为G7385/7388（庐江西-上海虹桥）和G7254（庐江西-上海）。
| 列车所属路局 | 目的地                                                               |
| ------------ | -------------------------------------------------------------------- |
| 广州铁路集团 | 深圳北、广州东                                                       |
| 上海铁路局   | 安庆、合肥南、宿松东、南京南、上海、上海虹桥、杭州东、黄梅东、桐城东 |